# Prosorhochmus adriatica
Prosorhochmus adriatica är en djurart som tillhör fylumet slemmaskar, och som beskrevs av Senz 1993. Prosorhochmus adriatica ingår i släktet Prosorhochmus och familjen Prosorhochmidae. Inga underarter finns listade i Catalogue of Life.